# Parotocinclus jumbo
Parotocinclus jumbo (лат.) — вид лучепёрых рыб из семейства  кольчужных сомов, обитающий в Южной Америке.

## Описание
Общая длина достигает 5,8 см. Голова довольно широкая, немного уплощённая сверху. Лоб большой, широкий, тупой. На морде есть длинные, лопатообразные, в форме сердца одонтоды (кожаные зубчики). Глаза небольшие. Туловище удлинённое, приземистое, покрыто костными пластинками. На брюхе пластины расположены неровно. Спинной плавник низкий, состоит из 8 мягких лучей. Грудные и брюшные плавники широкие, однако последние уступают первым размерами. Жировой плавник отсутствует. Брюшные плавники у самцов удлинённые, их концы заострены и достигают анального плавника. У самок брюшные плавники короче, с более-менее округлыми концами. Анальный плавник состоит из 6 мягких лучей. Хвостовой плавник вытянутый, усечённый.
Окраска желтовато-охровая, похожая на мрамор с различными оттенками светло-серых и тёмно-серых цветов. На туловище много пятнышек тёмно-коричневого цвета. На спине есть серые пятна разных оттенков. Нижняя часть серовато-жёлтая.

## Образ жизни
Это донная рыба. Встречается в мелководных реках и ручьях с песчаным дном. Образует небольшие косяки. При опасности закапывается в грунт. Активна днём, держится дна. Питается мягкими водорослями, а также личинками насекомых.

## Распространение
Обитает в реках Параиба-де-Норте, Пиранхас, Канхотинхо, Мундау, Салгадо (Бразилия).